# Federico Gatti
Federico Gatti (Rivoli, 24 de junio de 1998) es un futbolista italiano que juega de defensa en la Juventus F. C. de la Serie A.

## Trayectoria
Empezó a formarse en las inferiores del Torino F. C. y de la U. S. Alessandria, entre 2015 y 2020 jugó en diversos equipos amateurs como el ASD Pavarolo, ASDC Saluzzo y SS Verbania.
En 2020 fichó por el Pro Patria de la Serie C, el 30 de septiembre debutó profesionalmente en la derrota ante el L.R. Vicenza por la Copa Italia, cinco días después debutó en la Serie C ante el Pro Vercelli.
En 2021 llegó al Frosinone Calcio, debutó en la derrota ante el Venezia F. C. por la Copa Italia.
En enero de 2022 fue fichado por la Juventus F. C., siendo cedido al Frosinone por seis meses. Debutó con el equipo turinés el 31 de agosto en la victoria ante el Spezia Calcio.

## Selección nacional
En mayo de 2022 fue convocado por la selección de Italia y se convirtió en el primer jugador en la historia del Frosinone Calcio en ser llamado para jugar con la absoluta.
Debutó como titular el 11 de junio en un empate ante Inglaterra.

### Participaciones en Eurocopas
| Copa          | Sede     | Resultado        | Partidos | Goles |
| ------------- | -------- | ---------------- | -------- | ----- |
| Eurocopa 2024 | Alemania | Octavos de final | 0        | 0     |

## Clubes
| Club                         | País   | Año       |
| ---------------------------- | ------ | --------- |
| U. S. Alessandria Calcio     | Italia | 2014-2018 |
| ASD Pavarolo Calcio (cedido) | Italia | 2014-2016 |
| ASDC Saluzzo (cedido)        | Italia | 2016-2017 |
| ASD Pavarolo Calcio (cedido) | Italia | 2017-2018 |
| ASD Verbania Calcio          | Italia | 2018-2020 |
| Pro Patria                   | Italia | 2020-2021 |
| Frosinone Calcio             | Italia | 2021-2022 |
| Juventus F. C.               | Italia | 2022-     |
| Frosinone Calcio (cedido)    | Italia | 2022      |

## Palmarés

### Títulos nacionales
| Título      | Club           | País   | Año  |
| ----------- | -------------- | ------ | ---- |
| Copa Italia | Juventus F. C. | Italia | 2024 |